# Vauvise
Vauvise é um rio localizado na França.